# Matilda Hays
Matilda Mary Hays (Londres, 8 de setembre del 1820 - Liverpool, 3 de juliol del 1897) fou una escriptora, periodista i actriu anglesa del segle xix . Amb Elizabeth Ashurt, Matilda Hays traduí obres de George Sand a l'anglés. Cofundà l'English Woman's Journal. Va conéixer Charlotte Cushman, amb qui va tenir una relació de 10 anys, i a la poeta Adelaide Anne Procter.

## Primers anys
Matilda Hays naix a Londres el 8 de setembre de 1820, filla d'un comerciant de dacsa, John Hays, i la seua esposa Elizabeth Mary, que havia estat casada amb Jacob Breese fins a la seua mort, al febrer de 1807. D'aquest matrimoni van nàixer les dues mig germanes de Matilda, Emma Marianne Breese i Clara Salmon. Els germans de Matilda eren Elizabeth, Susanna i Albert.
Matilda Hays fou identificada com a criolla o, segons Joseph Parkes, mig criolla, per part de sa mare.

## Vida professional
Matilda Hays comença a escriure articles per a publicacions periòdiques al voltant del 1838, sovint sobre qüestions feministes. Entre les publicacions amb qui col·laborà hi ha The Mirror i Ainsworth's Magazine.
Influenciada per George Sand, esdevingué una periodista i novel·lista que, segons Lisa Merrill, estava determinada a emprar l'escriptura per a millorar la condició de les dones. En la seva novel·la Helen Stanley, Matilda Hays diu que fins que les dones no ensenyassen a les filles a respectar-se a si mateixes, a treballar pel pa de cada dia, en comptes de prostituir les seues persones i cors en matrimonis, no tindrien un futur social i financer segur.

### Traduccions de George Sand
Les obres de George Sand presentaven idees avançades per al segle XIX, com un estil de vida independent i l'amor lliure. Les seues obres van intrigar Hays i a la seua amiga Elizabeth Ashurst pels seus missatges politicosocials, ja que eren "obertes de ment". Matilda Hays rebé suport de William Charles Macready i George Henry Lewes per a traduir les novel·les de Sand a l'anglés. Tots dos van escriure a Sand per a facilitar-ne l'acord i un amic de Hays, el capellà Edmund Larken, donà fons per a la traducció.
Les traduccions inicials de les obres de Sand les feren Hays, Ashurst i Larken. La Dernière Aldini, el primer volum, el traduí Hays. Ashurst va traduir Els Maîtres mosaïstes i es publicà al 1844. L'amic de Hays, el revolucionari italià Giuseppe Mazzini, escrigué un prefaci per a la traducció d'Ashurt de Lettres d'un voyageur. Sand, a petició de Mazzini, convidà a Ashurt a sa casa de Nohant.
George Henry Lewes suggerí a Hays que la traducció a l'anglés hauria d'atenuar part de la retòrica original. Mazzini, conscient del suggeriment de Lewes a Hays, escrigué a Sand per a transmetre-li el seu desacord sobre la possibilitat d'atorgar-li tal llicència a Hays, les idees de la qual desconeixia Sand.
Hays i Ashurst van traduir quatre volums de l'obra de Sand, però amb dificultats. En intentar atenuar les idees de Sand, les traduccions foren "despullades del seu poder", segons Mazzini. La revista Quarterly Review criticà les traduccions com "un intent d'un contrabandista d'ocultar la naturalesa real de la seua infame càrrega".
La col·laboració de Larken amb Hays i Ashurst conclogué el 1847.
La traducció de Matilda Hays de La petita Fadette es publicà al 1851, diferent a la d'Ashurst.

### English Woman's Journal

#### Origen
El 1847, Hays creà una publicació periòdica sobre qüestions feministes, seguint el model de la revista estatunidenca <i>Godey's Lady's Book</i>, per a proporcionar una plataforma per a escriptores i per temes feministes. El seu objectiu era permetre un diàleg lliure sobre un tema per al qual era impossible obtenir una audiència pels canals ordinaris de la premsa. Charlotte Cushman i la seua amiga Mary Howitt la van ajudar a explorar oportunitats per a finançar la revista.

#### Eliza Cook's Journal
Poc després de l'intent fallit de Hays, la poeta Eliza Cook creà un setmanari que portava el seu propi nom i Hays en fou col·laboradora periodística. Tal com apunta Lisa Merrill, era un compendi d'assaig, poesia, ressenyes i ficció que abordava particularment temes com l'educació de les dones, la reforma del vestit, la temprança i la difícil situació de la classe treballadora i les empleades domèstiques.

#### English Woman's Journal
Matilda Hays fou cofundadora de l'English Woman's Journal, al 1858. Altres cofundadores en foren Barbara Bodichon i Bessie Rayner Parkes.
La Societat per a la Promoció de l'Ocupació de les Dones i la Victoria Press, que Matilda Hays cofundà, es van reunir en les oficines de la revista a Langham Place. Hays deixà el diari el 1864; sovint discrepava amb Parkes, el seu coeditor, sobre la direcció del diari.

### Teatre
El 1848, dos successos dugueren Matilda Hays a actuar en el teatre. D'una banda la "petita fortuna" que va rebre es va perdre a causa de la situació financera de son pare, i la germana de Charlotte Cushman abandonà el teatre, la qual cosa li donà una oportunitat per a actuar. La germana de Charlotte, Susan Webb Cushman, que interpretava Julieta per al Romeu de Charlotte, deixà l'escenari per a casar-se amb un científic de Liverpool.
Hays i Cushman assajaven a Yorkshire, en la propietat del duc de Devonshire per a l'estrena del 6 d'octubre del 1848 a Bath. Matilda Hays actuà amb Cushman només uns mesos, mentre Cushman es convertia en una estrela.

## Obra

### Traduccions de George Sand
- Sand, George. (1842) Spiridion Traduït per Eliza A. Ashurst. ed. Matilda M. Hays. Londres: Churton.
- Sand, George. (1847). Cartes d'un viatger . Traduït per Eliza A. Ashurst. ed. Matilda M. Hays. [Introducció de J. Mazzini]. Londres: Churton, 1847.
- Sand, George. (1847). The Works of George Sand. Per Matilda M. Hays. [Traduït per Matilda M. Hays, Eliza A. Ashurst i ER Larken.]
- Sand, George. (1847). Andre. Traduït per Eliza A. Ashurst, i Matilda M. Hays. Londres: Churton.
- Sand, George. (1851). Fadette. Traduït per Matilda Hays.

### Novel·les
- Matilda M. Hays. Helen Stanley.  Londres: E. Churton, 1846.
- Matilda M. Hays. Adrienne Hope.  Londres: T. Cautley Newby, 1866.

Va tenir relacions íntimes amb Charlotte Cushman, Adelaide Anne Procter i Harriet Hosmer.
Matilda Hays i Charlotte Cushman es conegueren entre 1846 i 1848. Començaren una relació lèsbica durant gairebé 10 anys, i a Europa eren conegudes públicament com una parella. Segons Lisa Merrill, Elizabeth Barrett Browning explicava que Hays i Cushman eren un matrimoni: vivien juntes, vestien igual, feren vots de celibat i es van prometre unió eterna. Els seus amics sovint es referien a Matilda com Mathew o Max.
El 1852, Charlotte Cushman es retirà de l'escenari i se n'anaren a Roma, Itàlia, on van viure en una comunitat d'expatriats estatunidencs, composta sobretot per artistes i escultores lesbianes. El 1854, Matilda Hays es va separar de Cushman per a anar-se'n amb Harriet Hosmer, la qual cosa provocà gelosia entre les tres dones. Hays tornà amb Cushman, però la tensió entre elles va persistir. A la fi del 1857, Cushman es relacionà amb Emma Stebbins. Hays va demandar a Cushman, al·legant que ella havia sacrificat la seua carrera per a donar suport a la de Cushman. Cushman va fer un pagament a Hays i la relació va acabar.

### Adelaide Anne Procter
Sembla que Matilda Hays va tenir una relació amorosa amb Adelaide Anne Proctor, que li va dedicar l'obra Legends and Lyrics.
També va escriure un poema d'amor per a Hays titulat "A Retrospect".

### Theodosia Blacker, Lady Monson
Theodosia Blacker, Lady Monson (1803–1891) fou una lluitadora pels drets de les dones que va llogar un local a Langham Place, Londres, com a punt de trobada per al grup Langham Place, un cercle feminista. Blacker va ser l'última parella de Matilda Hays.

### Darrers anys i mort
Hays va morir a Liverpool, a Sefton Drive, Toxteth Park, el 3 de juliol del 1897.(6) 